# Dropčevec
Dropčevec – wieś w Chorwacji, w żupanii zagrzebskiej, w gminie Rakovec. W 2011 roku liczyła 84 mieszkańców.